# امرأة في الكثبان
امرأة في الكثبان (باليابانية: 砂の女) هي رواية للكاتب الياباني كوبو آبي، نُشرت عام 1962. وفازت بجائزة يوميوري للأدب لعام 1962 . اقتبست فيلم منها بنفس عنونها للمخرج الياباني هيروشي تيشيغاهارا كتب سيناريو الفيلم كوبو آبي بنفسه.

## القصة
في عام 1955 جامبي نيكي مدرس من طوكيو، يزور قرية صيد لجمع الحشرات. بعد أن فاتته الحافلة الأخيرة، قاده القرويون، في عمل من أعمال الضيافة الواضحة، إلى منزل في الكثبان الرملية لا يمكن الوصول إليه إلا عن طريق سلم حبل. اختفى السلم في صباح اليوم التالي ووجد أنه من المتوقع أن يبقي المنزل خاليًا من الرمال مع المرأة التي تعيش هناك، والتي سينجب معها أيضًا الأطفال. يجد في النهاية طريقة لجمع الماء تمنحه هدفًا وإحساسًا بالحرية. كما أنه يريد أن يشارك أهل القرية معرفته بأسلوبه في جمع المياه يومًا ما. في النهاية يتخلى عن محاولة الهرب عندما يدرك أن العودة إلى حياته القديمة لن تمنحه المزيد من الحرية. يقبل هويته الجديدة وعائلته. بعد سبع سنوات، أعلن رسميا وفاته.

## النشر والاستقبال والإرث
جذب الكتاب اهتمامًا كبيرًا في اليابان عند نشره في عام 1962، وحظي بالثناء من النقاد والمعاصرين مثل كنزابورو أوي الذي يعد من أهم الناقدين وهو حاصل على نوبل للأدب، ويوكيو ميشيما. وقد فازت بجائزة يوميوري للأدب في ذلك العام. ظهرت ترجمة إنجليزية في عام 1964 وكذلك الفيلم المقتبس للمخرج هيروشي تيشيغاهارا بطولة إيجي أوكادا وكيوكو كيشيدا الذي فاز بجائزة لجنة التحكيم الخاصة في مهرجان كان السينمائي لعام 1964.

## روابط خارجية
- امرأة في الكثبان على موقع الموسوعة البريطانية (الإنجليزية)